# Mistrzostwa Świata w Pięcioboju Nowoczesnym 1951
Mistrzostwa Świata w Pięcioboju Nowoczesnym 1951 – 3. edycja mistrzostw odbyła się w Helsingborgu.

## Klasyfikacja medalowa
| Lp. | Państwo   | złoto | srebro | brąz | Razem |
| --- | --------- | ----- | ------ | ---- | ----- |
| 1   | Szwecja   | 2     | -      | 1    | 3     |
| 2   | Finlandia | -     | 2      | -    | 2     |
| 3   | Brazylia  | -     | -      | 1    | 1     |

## Medaliści

### Mężczyźni
| Złoto                                                  | Srebro                                                    | Brąz                                                                          |
| Indywidualnie                                          |                                                           |                                                                               |
| Lars Hall                                              | Lauri Vilkko                                              | Thorsten Lindqvist                                                            |
| Drużynowo                                              |                                                           |                                                                               |
| Szwecja · Lars Hall · Sune Wehlin · Thorsten Lindqvist | Finlandia · Ville Taalikka · Lauri Vilkko · Victor Platan | Brazylia · Aloisio Alves Borges · Eduardo Leal Medeiros · Eric Tinoco Marques |